# Александър Дзивгов
Крум-Александър Димитров Дзивгов е български публицист.

## Биография
Роден е на 19 април 1895 година в София в семейството на македонски българи. Получава образование в чужбина, където завършва естетика и литературна история в Париж и Гренобъл.
Сътрудничи на различни издания от периодичния печат. Те включват вестниците „Литературен глас“ и „Ден“, списанията „Демократически преглед“, „Листопад“, „Читалищен преглед“ и други. В списание „Сила“ публикува статии, посветени на европейски и български писатели. Автор е на критика за вестник „La Bulgarie“ и „La parole bulgare“. Негово дело са различни обществено-политически статии.
През 1933 година публикува брошурата „Покушение върху българското правосъдие“. За нея е осъден на седем месеца затвор. В затвора се разболява от бронхопневмония и умира на 9 август 1936 година в Александровската болница.